# Panaxia radiata
Panaxia radiata är en fjärilsart som beskrevs av Krodel. 1905. Panaxia radiata ingår i släktet Panaxia och familjen björnspinnare. Inga underarter finns listade i Catalogue of Life.